# Operation Blue Star

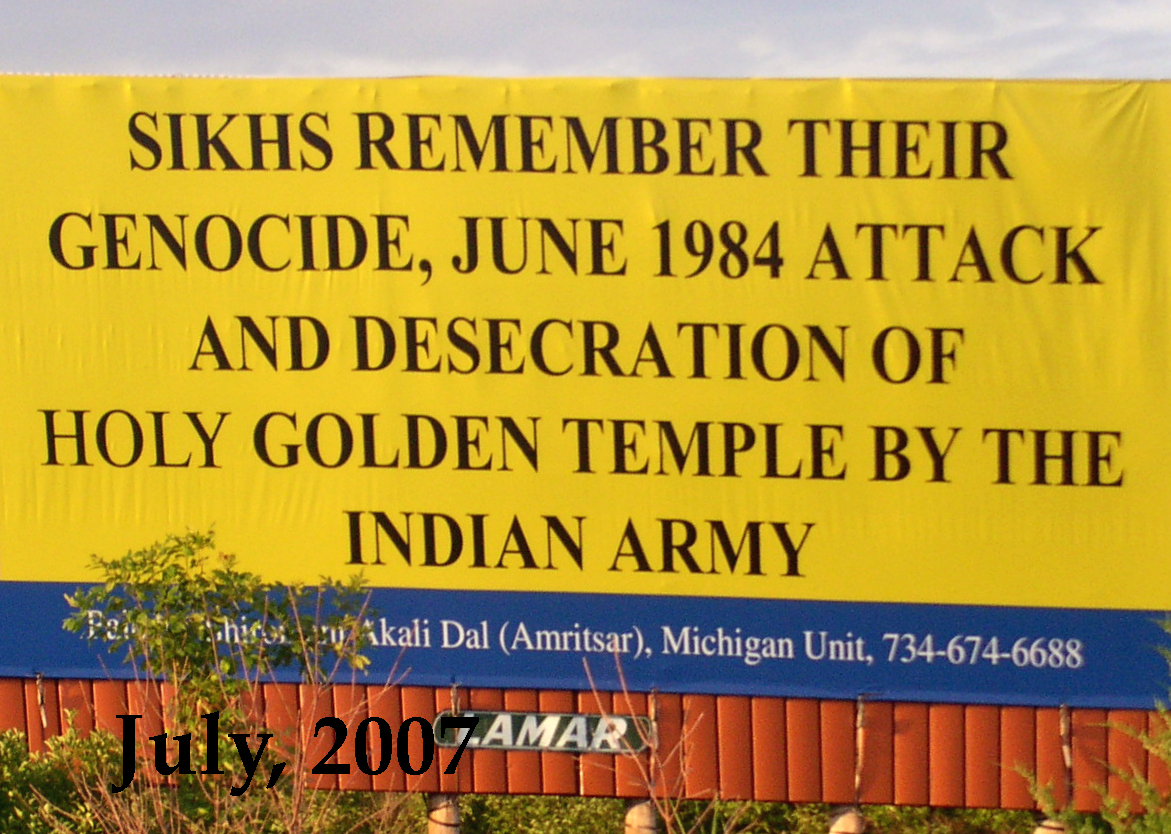
Gedenktafel an die Opfer von Operation Blue Star

Die Operation Blue Star bezeichnet den Angriff indischer Streitkräfte auf das Sikh-Heiligtum Harmandir Sahib, im Deutschen oft Goldener Tempel genannt, im Juni 1984.

## Vorgeschichte
Operation Blue Star war der Gipfelpunkt der angespannten Situation in der Region Punjab, die das Zentrum des Sikhismus darstellt. Nach einer Volkszählung im Jahr 2011 sind 57,7 % der Einwohner des indischen Bundesstaates Punjab Sikhs und mit dem Goldenen Tempel in Amritsar befindet sich auch die heilige Stätte des Sikhismus im Punjab. Auf Grund dieser starken Verbreitung des Sikhismus gab es schon seit den 1940er-Jahren Bestrebungen nach einem unabhängigen, sikhistischen Staat namens Khalistan. Diese Idee bekam in den 1970er und 1980er Jahren starken Auftrieb, als sich immer mehr radikale Gruppen bildeten, die die Schaffung des Staates Khalistan als Ziel hatten.
Jarnail Singh Bhindranwale schwang sich zum Anführer der Unabhängigkeitsbewegung auf. Er verbreitete die Lehre der Sikhs, indem er von Dorf zu Dorf ging und lange Reden hielt. Insbesondere auf die punjabische Jugend hatte er großen Einfluss, sodass er schnell eine große Gruppe junger Menschen für seine Ziele gewinnen konnte.

## Verlauf der Operation
Bereits am 25. Mai 1984 verlegte die indische Premierministerin Indira Gandhi Truppen in den Punjab, um Herr der angespannten Lage zu werden, nachdem monatelange Verhandlungen zu keinem Ergebnis gekommen waren. Bhindranwale und seine 200–400 Anhänger verschanzten sich unterdessen im Akal Takht, einem Gebäude auf dem Gelände des Goldenen Tempels. Die darauffolgende Operation Blue Star der indischen Armee wird in zwei Operationen aufgeteilt:

### Operation Metal

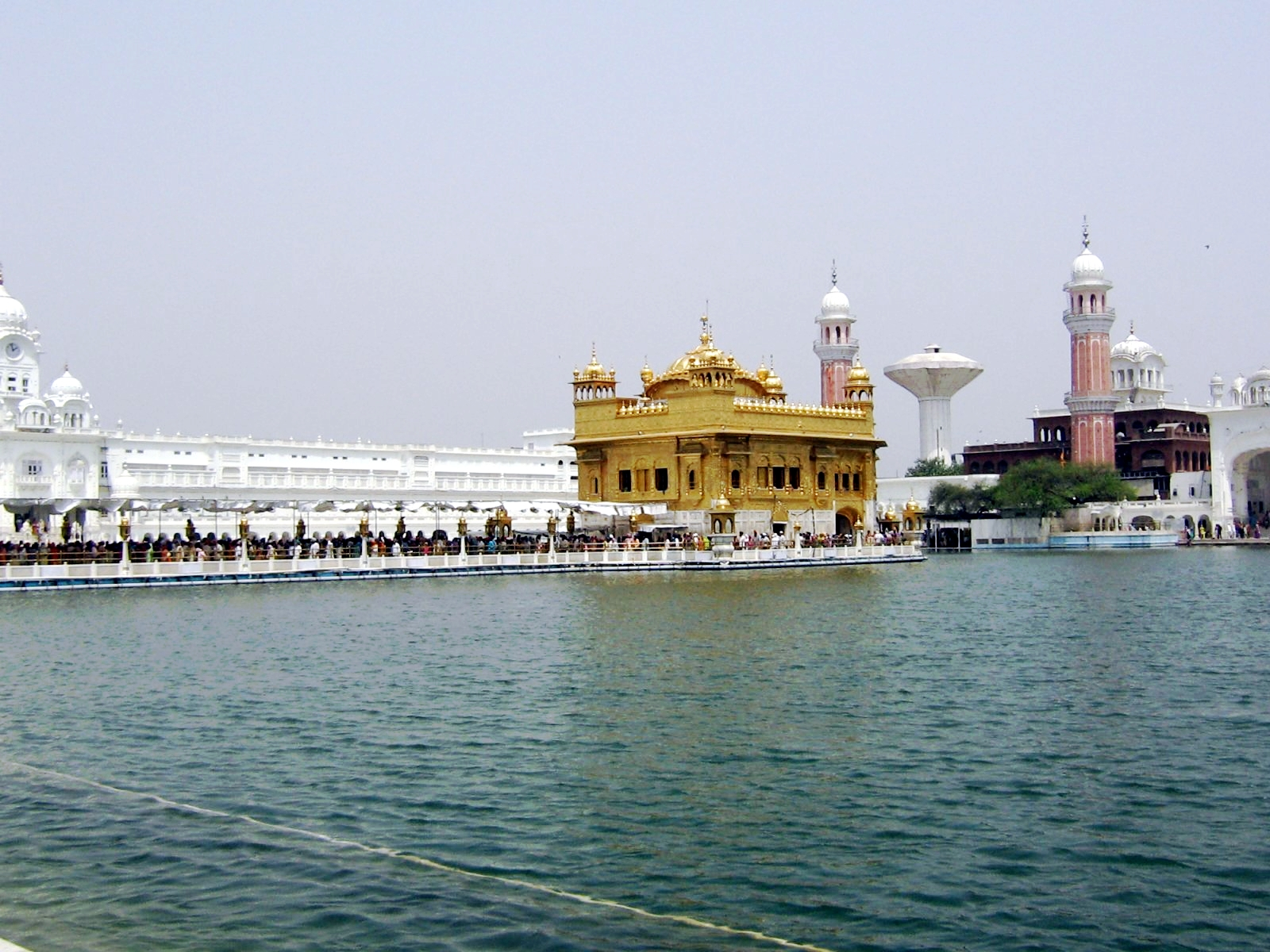
Harmandir Sahib, der goldene Tempel

Die Operation Metal war auf den Goldenen Tempel begrenzt und hatte die Tötung von Bhindranwale und die Vertreibung seiner Anhänger aus dem Goldenen Tempel zum Ziel. Am 1. Juni umstellten indische Truppen den Tempelkomplex, es kam zu ersten Feuergefechten, bei denen acht Menschen starben, während es am 2. Juni trotz der immens angespannten Situation ruhig blieb. Am 3. Juni erreichten mehr als 10.000 Pilger den Goldenen Tempel zu Feier des Festes von Sri Guru Arjan Dev. 
In der Nacht vom 3. auf den 4. Juni begannen indische Truppen mit der Einnahme des Goldenen Tempels. Vom 4. bis zum 7. Juni dauerten die Kämpfe an, es kam zu heftigen Feuergefechten, die indische Armee setzte auch Panzer ein. 
Am 7. Juni war die Operation beendet und Bhindranwale tot. Außerdem kam es zu großen Zerstörungen auf dem Gelände des Tempels, denen unter anderem eine Bibliothek und der Akal Takht zum Opfer fielen. Bis zum 10. Juni kam es nur noch zu vereinzelten Schusswechseln. 
Die indische Regierung geht von 493 toten Widerstandskämpfern und Zivilisten aus, während sikhistische Quellen von insgesamt mehr als 5000 Toten sprechen.

### Operation Woodrose

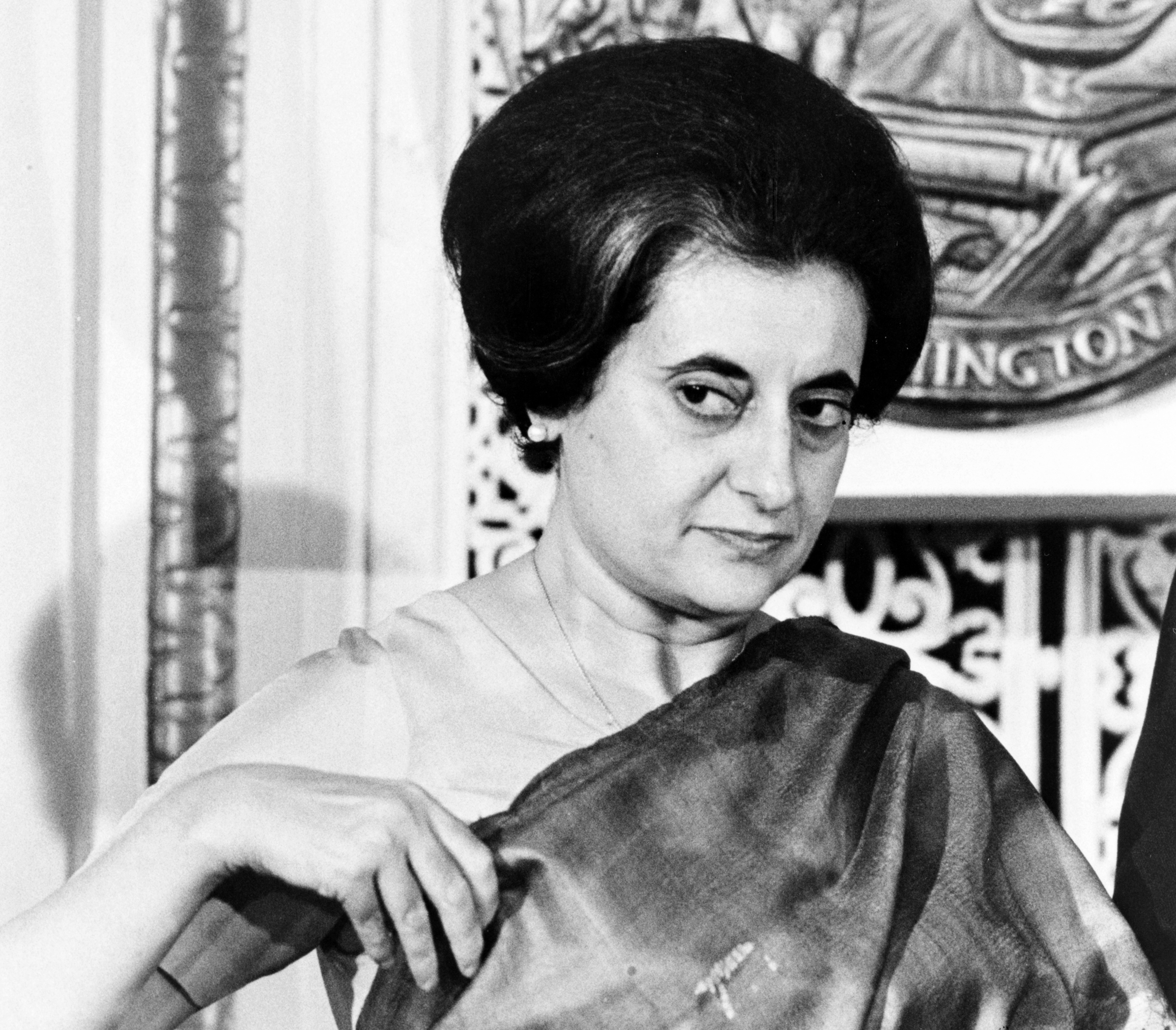
Indira Gandhi (1966)

Die Operation Woodrose ging über die Ziele der Operation Metal hinaus und fand im gesamten Punjab statt. Vom Juni bis zum September 1984 fanden eine Reihe von Aktionen statt, die der nachhaltigen Zerschlagung des sikhistischen Widerstandes dienten. So wurden Organisationen wie Studentenverbände und Parteien aufgelöst und es fanden Massenverhaftungen statt.

## Folgen
Die Zerstörung des Goldenen Tempels und die Gewalt gegen Sikhs haben sich tief in das kollektive Gedächtnis der Sikhs eingebrannt und stellen eine Zäsur in der Geschichte des Sikhismus dar. Die Blütezeit der Unabhängigkeitsbewegung der Sikhs war mit der Operation Blue Star allerdings vorbei. Trotzdem ist Jarnail Singh Bhindranwale ein bedeutender Märtyrer des Sikhismus geworden.

### Attentat auf Indira Gandhi
Am 31. Oktober 1984 wurde die indische Premierministerin Indira Gandhi von ihren sikhistischen Leibwächtern Satwant Singh und Beant Singh in Neu-Delhi erschossen. Auf das Attentat folgte eine weitere Welle der Gewalt in Punjab, der 3000 Sikhs zum Opfer fielen.